# جمال امامی
جمال‌الدین امامی خویی (۱۲۸۱ خوی - ۱۳۴۵) وزیر و نماینده مجلس شورای ملی بود.
پدرش حاج میرزا یحیی امام‌جمعه خویی از روحانیان عصر مشروطه بود. پس از تحصیلات مقدماتی و متوسطه عازم اروپا شد و در بلژیک ادامه تحصیل داد و پس از بازگشت به ایران در وزارت مالیه مشغول کار شد. چندی نیز در بانک رهنی به کار پرداخت.
در انتخابات دوره چهاردهم در سال ۱۳۲۲ از طرف مردم خوی نماینده مجلس شورای ملی شد و مخالفت‌هایش با حزب توده وجهه زیادی برای او کسب کرد و عضو فراکسیون اکثریت مجلس چهاردهم بود. در همان دوره با تشکیل حزب عدالت با همکاری علی دشتی و ابراهیم خواجه نوری به رهبری این حزب برگزیده شد. پس از پایان انتخابات دوره چهاردهم، به دستور قوام السلطنه بازداشت شد و به زندان افتاد و پس از آزادی از زندان حزب عدالت را توسعه داد.
جمال امامی در سال‌های ۱۳۲۷ و ۱۳۲۸ در دولت‌های عبدالحسین هژیر و محمد ساعد مراغه‌ای سمت وزیر مشاور را عهده‌دار بود. در انتخابات دوره شانزدهم مجدداً به مجلس شورای ملی راه یافت. در این دوره به رأی نمایندگان به عضویت کمیسیون نفت انتخاب شد. متن طرح ملی شدن صنعت نفت و قانون نه ماده‌ای اجرای ملی شدن نفت را او تهیه و تنظیم کرد. به پیشنهاد او بود که نمایندگان مجلس به نخست‌وزیری محمد مصدق رأی دادند اما چند ماه پس از تشکیل دولت مصدق، امامی در رأس مخالفان او در مجلس قرار گرفت و نقش مهمی در سقوط دولت وی داشت.
در ۱۳۳۱ در کابینه احمد قوام وزیر کشور و پس از کودتای ۲۸ مرداد ۱۳۳۲ در دوره دوم مجلس سنا از تهران انتخاب شد.
آخرین سمت سیاسی جمال امامی سفیرکبیری ایران در رم (۱۳۳۸–۱۳۴۲) بود که در همین سمت بیمار شد و پس از چندی در بیمارستانی در فرانسه درگذشت. به هنگام مرگ دختری از وی بجا ماند که در فرانسه زندگی می‌کرد

## خانواده
بهنگام تحصیل در بلژیک با دختری بلژیکی ازدواج می‌کند. حاصل این ازدواج که بزودی به جدایی می‌انجامد دختری است که در فرانسه زندگی می‌کرده‌است (احتمالاً متولد ۱۳۰۵)